# XXII edició de la Mostra de València
La XXII edició de la Mostra de València, coneguda oficialment com a XXII Mostra de València - Cinema del Mediterrani, va tenir lloc entre el 18 i el 25 d'octubre de 2001 a València. Aquesta edició fou la primera dirigida per Jorge Berlanga, qui dissenya un nou perfil europeu i amb menys estrelles. Les projeccions es van fer a les 15 sales dels Cines Lys de València, però hi va haver queixes per la qualitat de la projecció. Es van projectar un total de 123 pel·lícules, de les que 26 (el 21 %) no són de països mediterranis: 14 a la secció oficial, 12 a la secció informativa, 13 a la secció Opera Prima, 7 a al cicle Mario Monicelli, 7 del cicle André Téchiné, 11 del cicle Jaime de Armiñán, 5 de l'homenatge a Chicho Ibáñez Serrador, 9 de l'homenatge a Carles Mira, 8 de la "Sección Ultramarinos. México Ahorita", 6 de la secció "Sirenas de medianoche", 12 del Cicle Traka (per pel·lícules de difícil distribució en els canals habituals), 13 del cicle Totó. Príncipe y Mendigo i 6 del Cicle Àrea de Vídeo. El cartell d'aquesta edició seria fet per Doménec Santafelícitas, el pressupost fou d'1.316.217 euros i va rebre 28.000 visitants.
La gala d'inauguració fou presentada per Assumpta Serna i Toni Cantó, però només hi van assistir Jaime de Armiñán i la vídua de Carles Mira, així com Fito Páez i Cecilia Roth per presentar el seu debut com a director, Vidas privadas. Es produïren nombroses queixes entre els espectadors pels errors en l'exhibició i la qualitat del so. A la clausura es va projectar Clara y Elena de Manuel Iborra.

## Pel·lícules exhibides

### Secció oficial
- Asrar el-banaat de Magdi Ahmed Ali
- Sladke sanje de Sašo Podgoršek
- Dripping de Vicent Monsonís Andreu [7]
- Tangos volés/Tangos robados d'Eduardo de Gregorio
- 17, rue Bleue de Chad Chenouga
- La Confusion des genres d'Ilan Duran Cohen
- Minoush de Paule Muxel
- Mia Mera ti Nyhta de Iorgos Panusópulos
- I nostri anni de Daniele Gaglianone
- Tornando a casa de Vincenzo Marra
- Ali, Rabiaa et les Autres... de Ahmed Boulane
- No Man's Love de Nidhal Chatta
- Filler ve Çimen de Derviş Zaim
- Kato apo t' astra de Christos Georgiou

### Secció informativa
- Bella Martha de Sandra Nettelbeck
- Les Acteurs anonymes de Benoît Cohen
- Avec tout mon amour d'Amalia Escriva
- Noble Art de Pascal Deux
- Amarsi può darsi d'Alberto Taraglio
- La seconda ombra de Silvano Agosti
- Piccole anime de Giacomo Ciarrapico
- De zee die denkt de Gert de Graaff
- Mrs Caldicot's Cabbage War d'Ian Sharp

### Opera prima
- L'illa de l'holandès de Sigfrid Monleón
- Vidas privadas de Fito Páez
- La tarara del Chapao d'Enrique Navarro
- El viaje de Arián d'Eduard Bosch
- Salvajes de Carlos Molinero Varela

### Cicles i homenatges
A Carles Mira
- La portentosa vida del pare Vicent (1978)
- Jalea real (1980)
- Con el culo al aire (1980)
- Karnabal (1985)

Mario Monicelli
- Un eroe dei nostri tempi (1955)
- I soliti ignoti (1958)
- La grande guerra (1959)
- Un borghese piccolo piccolo (1977)
- Risate di gioia (1960)

André Téchiné
- J'embrasse pas (1991)
- Ma saison préférée (1993)
- Els joncs salvatges (1994)
- Alice et Martin (1998)

Jaime de Armiñán
- Mi querida señorita (1971)
- El amor del capitán Brando (1974)
- El nido (1980)

Chicho Ibáñez Serrador
- Historias para no dormir (1966-1982)
- La residencia (1970)
- Historia de la frivolidad (1967)

Sirenas de medianoche
- Laura Antonelli a Divina creatura (1975) de Giuseppe Patroni Griffi
- Sydne Rome a Què? (1972) de Roman Polanski
- Helga Liné a Horror Express (1972) d'Eugenio Martín Márquez
- Edwige Fenech a Sono fotogenico (1980) de Dino Risi
- Sylva Koscina a Vedo nudo (1969) de Dino Risi

Ultramarinos. México Ahorita
- La ley de Herodes (1999) de Luis Estrada
- La reina de la noche (1994) d'Arturo Ripstein
- El evangelio de las maravillas (1998) d'Arturo Ripstein

Traka
- Satan Was a Lady (1975) de Doris Wishman
- Sex: The Annabel Chong Story (1999) de Gough Lewis
- Urban Flesh (1999) d'Alexandre Michaud
- Demonium (2001) d'Andreas Schnaas

## Jurat
Fou nomenada presidenta del jurat la directora marroquina Farida Benlyazid i la resta del tribunal va estar format per l'actor portuguès Joaquim de Almeida, el músic xilè Jorge Arriagada, el productor francès Thierry Forte, el guionista i crític mexicà Leonardo García Tsao, l'actor argentí Darío Grandinetti i l'actriu espanyola Candela Peña.

## Premis
- Palmera d'Or (2.000.000 pessetes): Sladke sanje de Sašo Podgoršek [9][10]
- Palmera de Plata (800.000 pessetes): La Confusion des genres d'Ilan Duran Cohen
- Palmera de Bronze (500.000 pessetes): Asrar el-banaat de Magdi Ahmed Ali
- Premi Pierre Kast al millor guió: Chad Chenouga per 17, rue Bleue
- Menció a la millor interpretació femenina: Lysiane Meis per 17, rue Bleue de Chad Chenouga
- Menció a la millor interpretació masculina: Virgilio Biei i Piero Franzo per I nostri anni de Daniele Gaglianone
- Menció a la millor banda sonora: Andrea Guerra per Tornando a casa de Vincenzo Marra
- Menció a la millor fotografia: Ramiro Civita per Tornando a casa de Vincenzo Marra
- Premi del Públic: Bella Martha de Sandra Nettelbeck
- Premi Opera Prima: L'illa de l'holandès de Sigfrid Monleón